# Hamburg-Sasel
Sasel ist ein Stadtteil der Freien und Hansestadt Hamburg im Bezirk Wandsbek. Sasel gehörte bis 2008 zum früheren Ortsamtsgebiet Alstertal.

## Geografie

### Nachbarstadtteile
Sasel ist umgeben von Poppenbüttel (westlich), Lemsahl-Mellingstedt (nördlich), Bergstedt (nordöstlich), Volksdorf (östlich), Farmsen-Berne (südöstlich) sowie Wellingsbüttel und Bramfeld (südwestlich).

## Geschichte
Zwischen 700 und 800 wurde die Mellingburg errichtet. 1293 wurde das Dorf als „Sasle“ erstmals urkundlich erwähnt, es dürfte aber erheblich älter sein. Der Name ist zurückzuführen auf ein altsächsisches Kompositum aus dem Bestimmungswort sahs für „Stein“ und dem Grundwort loh für „Hain“, „Lichtung“. Spätere urkundliche Schreibformen des Namens sind „Satzel“, „Sazel“, „Sasell“, „Saßell“, „Saeßell“, „Sahsell“, „Saßel“ und schließlich „Sasel“.
Der Straßenname Beim Riesenstein markiert die Lage eines eiszeitlichen Findlings, der möglicherweise mit vorchristlichen Kulten in Verbindung zu bringen ist. Dieser wurde im 19. Jahrhundert gesprengt. Die Trümmer wurden für Brückenfundamentierungsarbeiten im Verlauf der heutigen Saseler Chaussee (Brücke über die Saselbek) verwendet.
Eine Trasse des Königswegs zwischen Hamburg und Lübeck führt knapp am Ort vorbei. Im Unterschied zu mehreren Dörfern der Umgebung (Wellingsbüttel, Tangstedt, Woldenhorn/Ahrensburg), die seit dem 16. Jahrhundert unter Gutsherrschaft kamen, blieb Sasel – ähnlich wie andere Geestranddörfer – stets ein Bauerndorf. Historisch zählt es zur Landschaft Stormarn. Politisch-administrativ gehörte es seit dem Spätmittelalter zum „herzoglichen Anteil“ Holsteins (dem Herzogtum [Schleswig-]Holstein-Gottorp) und seit dessen Auflösung 1771 zum dänischen Gesamtstaat. 1864/67 kam es mit der Provinz Schleswig-Holstein an Preußen und 1937 mit zahlreichen anderen stormarnschen Dörfern an Hamburg (Groß-Hamburg-Gesetz).
Bemerkenswert ist im Vergleich zu den Nachbardörfern und heutigen hamburgischen Stadtteilen die frühe (ab etwa 1920 einsetzende), planmäßige Aufsiedelung der Feldmark mit ursprünglich selbstversorgenden Siedlergrundstücken, die bis in die 1980er Jahre den Stadtteil prägten, nun aber zu großen Teilen in sehr kleine Baugrundstücke mit entsprechender Baudichte zerkleinert worden sind.

## Religion

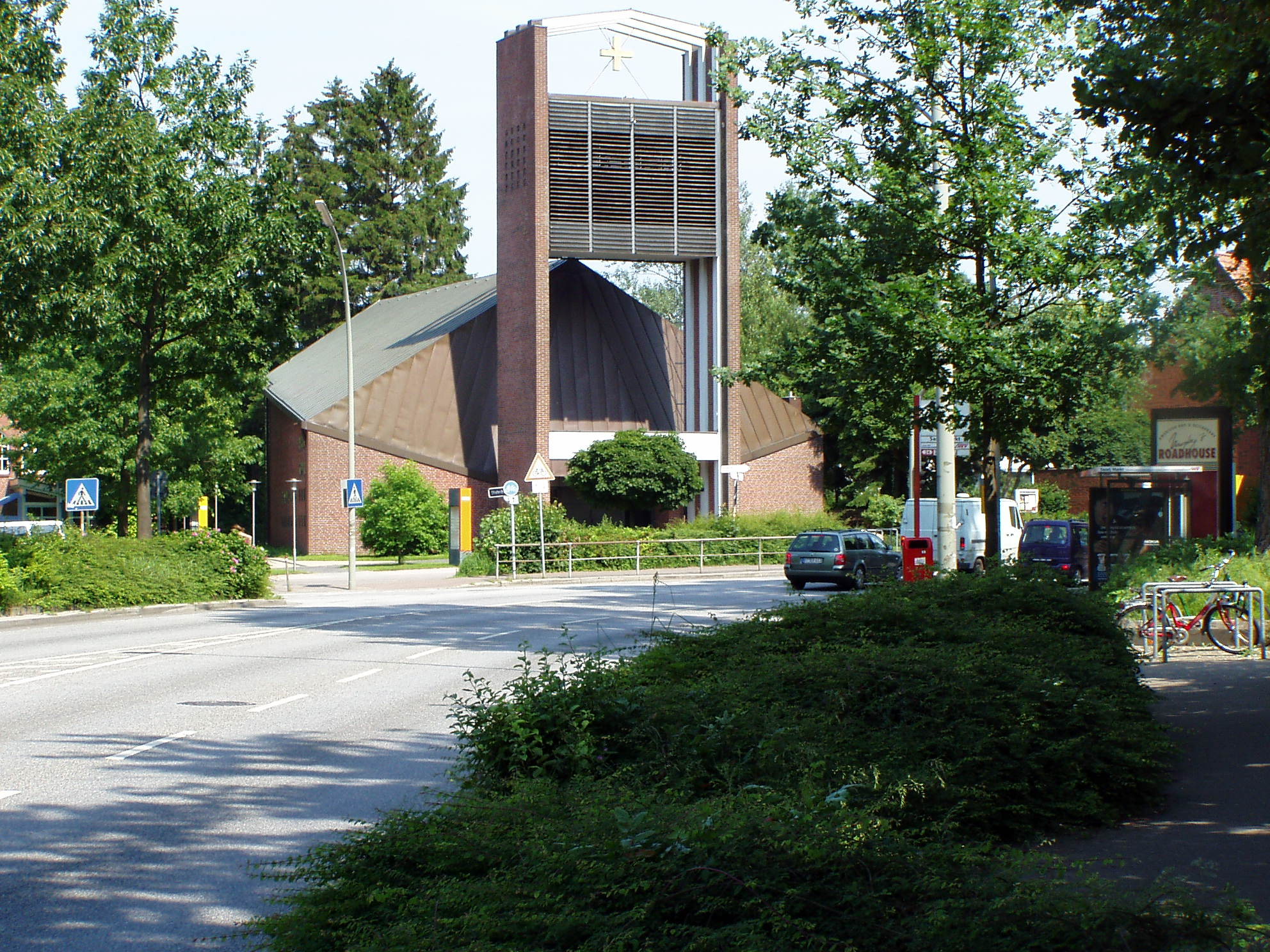
Die Vicelinkirche, Saseler Markt

Kirchlich gehörte Sasel seit dem hohen Mittelalter zum Kirchspiel Bergstedt (Kirche 2 km nördlich). Um die Mitte des 20. Jahrhunderts wurden erst eine eigene Pfarrstelle und dann 1948 eine eigene Gemeinde eingerichtet, die 1963 erneut geteilt (1998 wiedervereinigt) wurde. Im Ortszentrum, am Saseler Markt, entstand 1962 die Vicelinkirche (Architekten Sandtmann/Grundmann). Die 1965 geweihte und 2024 abgerissene Lukaskirche (Architektin Eckert-von Holst) im südlichen Sasel gehörte zu den großen Leistungen des modernen Kirchenbaus in Nordelbien.
Die katholische Kirche für Sasel ist St. Bernard in Poppenbüttel.

## Statistik
(Quelle: )
- Anteil der unter 18-Jährigen: 19,3 % [Hamburger Durchschnitt: 16,8 % (2023)]
- Anteil der Haushalte mit Kindern: 24,2 % [Hamburger Durchschnitt: 17,8 % (2023)]
- Anteil der über 64-Jährigen: 26,3 % [Hamburger Durchschnitt: 17,8 % (2023)]
- Ausländeranteil: 7,6 % [Hamburger Durchschnitt: 20,7 % (2023)]
- Anteil von Leistungsempfängern nach SGB II: 2,2 % [Hamburger Durchschnitt: 10,0 % (2023)]
- Arbeitslosenquote: 2,8 % [Hamburger Durchschnitt: 6,2 % (2023)]

Sasel zählt zu den wohlhabenden Hamburger Stadtteilen. Die durchschnittlichen jährlichen Einkünfte pro Steuerpflichtigen betrugen hier im Jahre 2020 etwa 76.208 Euro und sind deutlich höher als der Hamburger Durchschnitt (48.035 Euro).

## Politik und Verwaltung

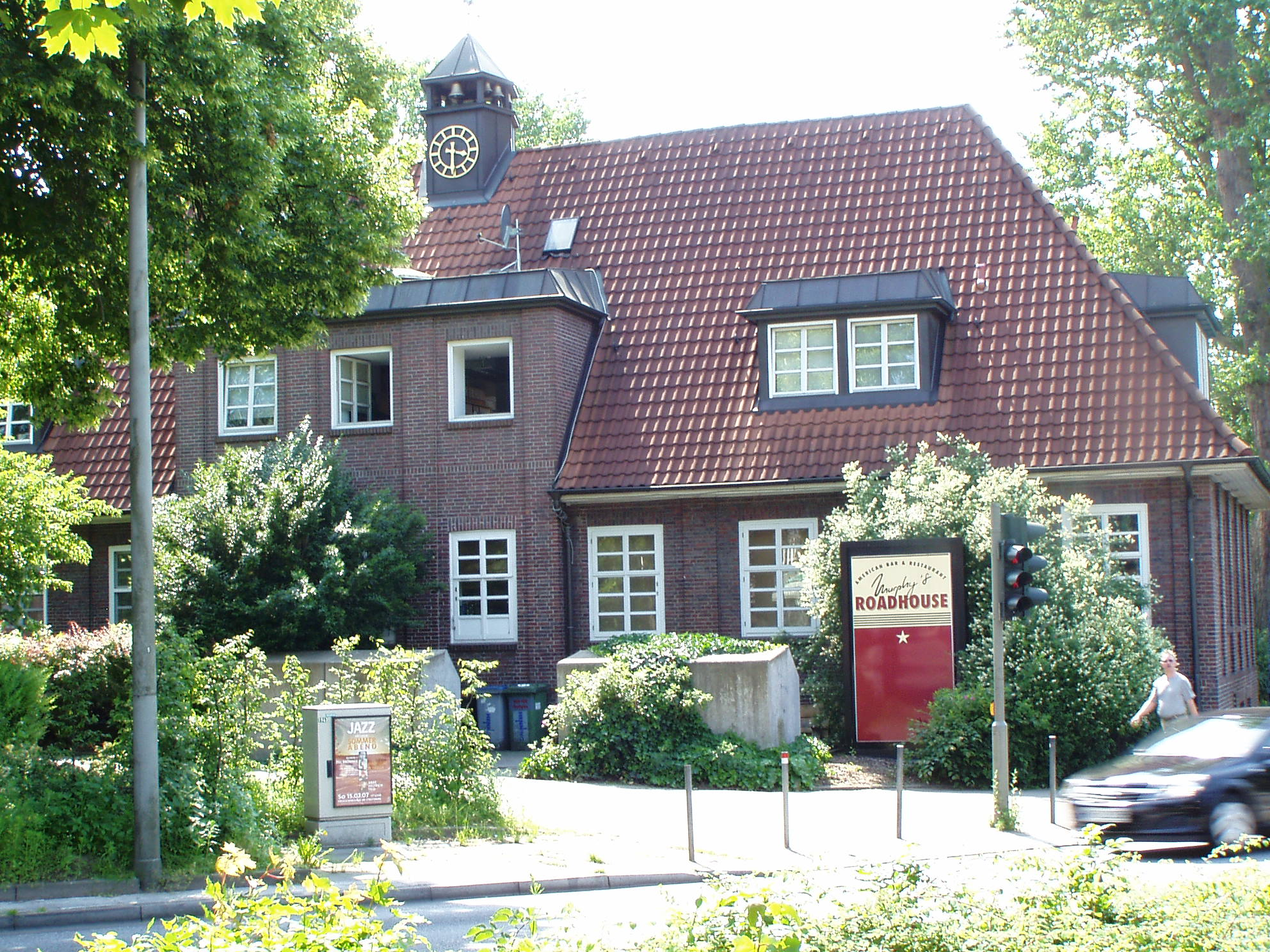
Altes Rathaus, Hinterfront

Sasel gehört zum Regionalbereich Alstertal des Bezirks Wandsbek. Für die Wahl zur Hamburgischen Bürgerschaft gehört der Stadtteil zum Wahlkreis Alstertal – Walddörfer.
Bei den Bürgerschaftswahlen 2025, 2020, 2015, 2011, 2008, 2004, 2001, 1997, 1993, 1991, 1987 und 1986 kam es zu folgenden Ergebnissen:
| Wahljahr | SPD    | CDU    | Grüne 1) | AfD    | Linke 2) | FDP    | Übrige    |
| -------- | ------ | ------ | -------- | ------ | -------- | ------ | --------- |
| 2025     | 35,5 % | 33,9 % | 14,9 %   | 05,3 % | 04,1 %   | 02,3 % | 04,0 %    |
| 2020     | 42,4 % | 15,9 % | 22,0 %   | 04,3 % | 04,3 %   | 07,6 % | 03,5 %    |
| 2015     | 48,3 % | 19,6 % | 09,2 %   | 05,6 % | 04,1 %   | 10,4 % | 02,8 %    |
| 2011     | 47,6 % | 26,4 % | 08,7 %   | –      | 03,0 %   | 10,2 % | 04,1 %    |
| 2008     | 27,6 % | 52,6 % | 09,0 %   | –      | 03,6 %   | 06,0 % | 06,2 %    |
| 2004     | 27,0 % | 57,0 % | 08,4 %   | –      | –        | 03,6 % | 04,0 %    |
| 2001     | 32,8 % | 32,4 % | 08,4 %   | –      | 00,2 %   | 07,7 % | 18,5 % 3) |
| 1997     | 31,1 % | 37,7 % | 13,4 %   | –      | 00,3 %   | 05,0 % | 12,5 % 4) |
| 1993     | 33,2 % | 31,2 % | 13,7 %   | –      | –        | 05,9 % | 16,0 % 5) |
| 1991     | 40,1 % | 41,1 % | 07,4 %   | –      | –        | 09,1 % | 02,3 %    |
| 1987     | 37,0 % | 45,9 % | 06,0 %   | –      | –        | 10,4 % | 00,7 %    |
| 1986     | 32,7 % | 48,4 % | 10,4 %   | –      | –        | 07,9 % | 00,6 %    |

Bei den Wahlen zur Bezirksversammlung gehört der Stadtteil zum Wahlkreis Wellingsbüttel, Sasel. Bei Bundestagswahlen zählt Sasel zum Bundestagswahlkreis Hamburg-Nord.
Das 1927 im Klinkerbaustil errichtete Rathaus der damaligen stormarnschen Gemeinde am Saseler Markt fungierte, mit einem Notdach versehen, nach 1945 lange Jahre als öffentliche Bücherhalle und heute, nach Rekonstruktion des Daches mit Dachreiter und einigen schwer in die Bausubstanz eingreifenden Umbauten, als Restaurant.

## Bildung
- Grundschule Alsterredder
- Grundschule Redder
- Grundschule Hasenweg
- Gymnasium Oberalster

## Feuerwehr

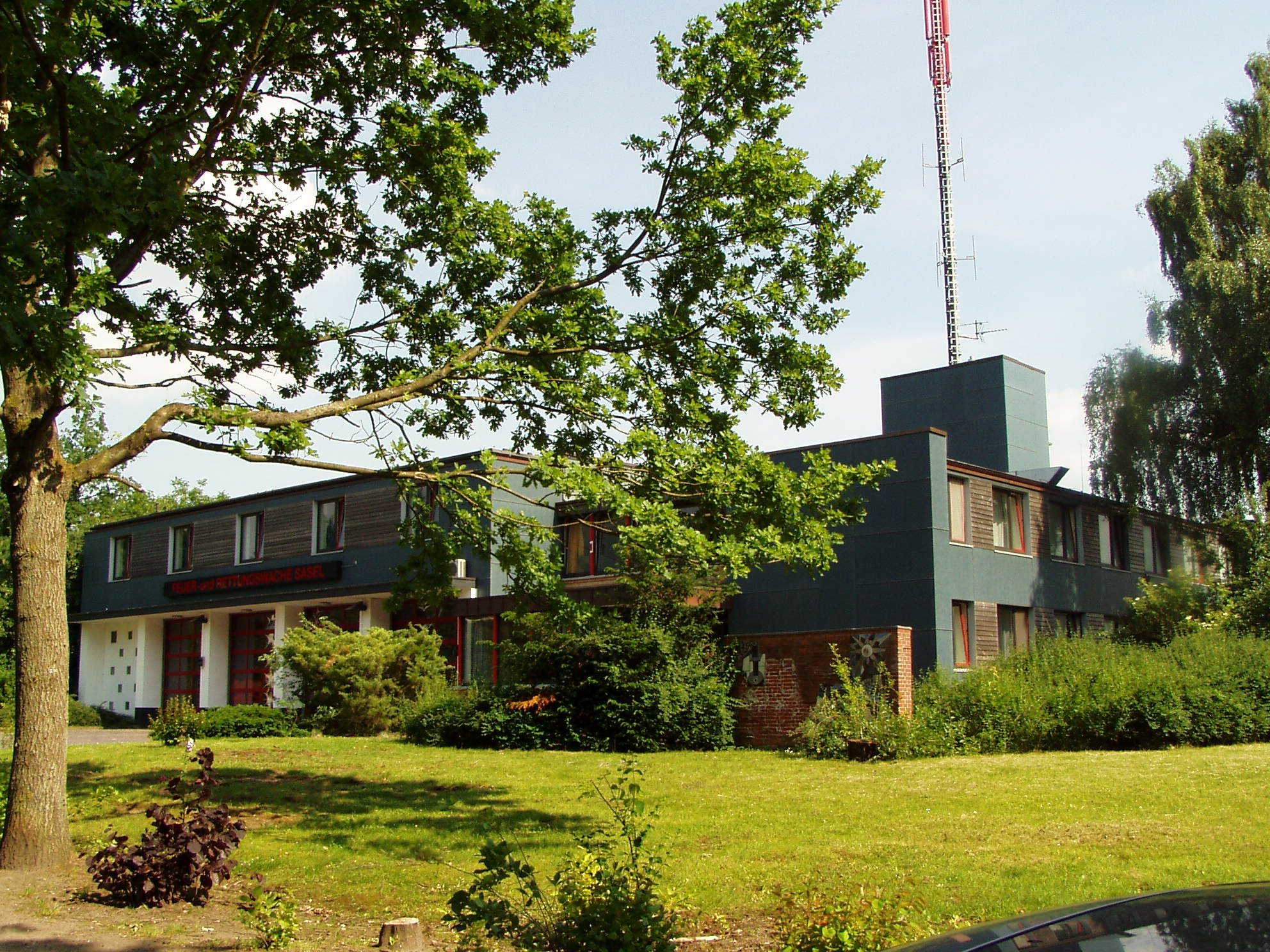
Die Wache der Berufsfeuerwehr am Saseler Kamp

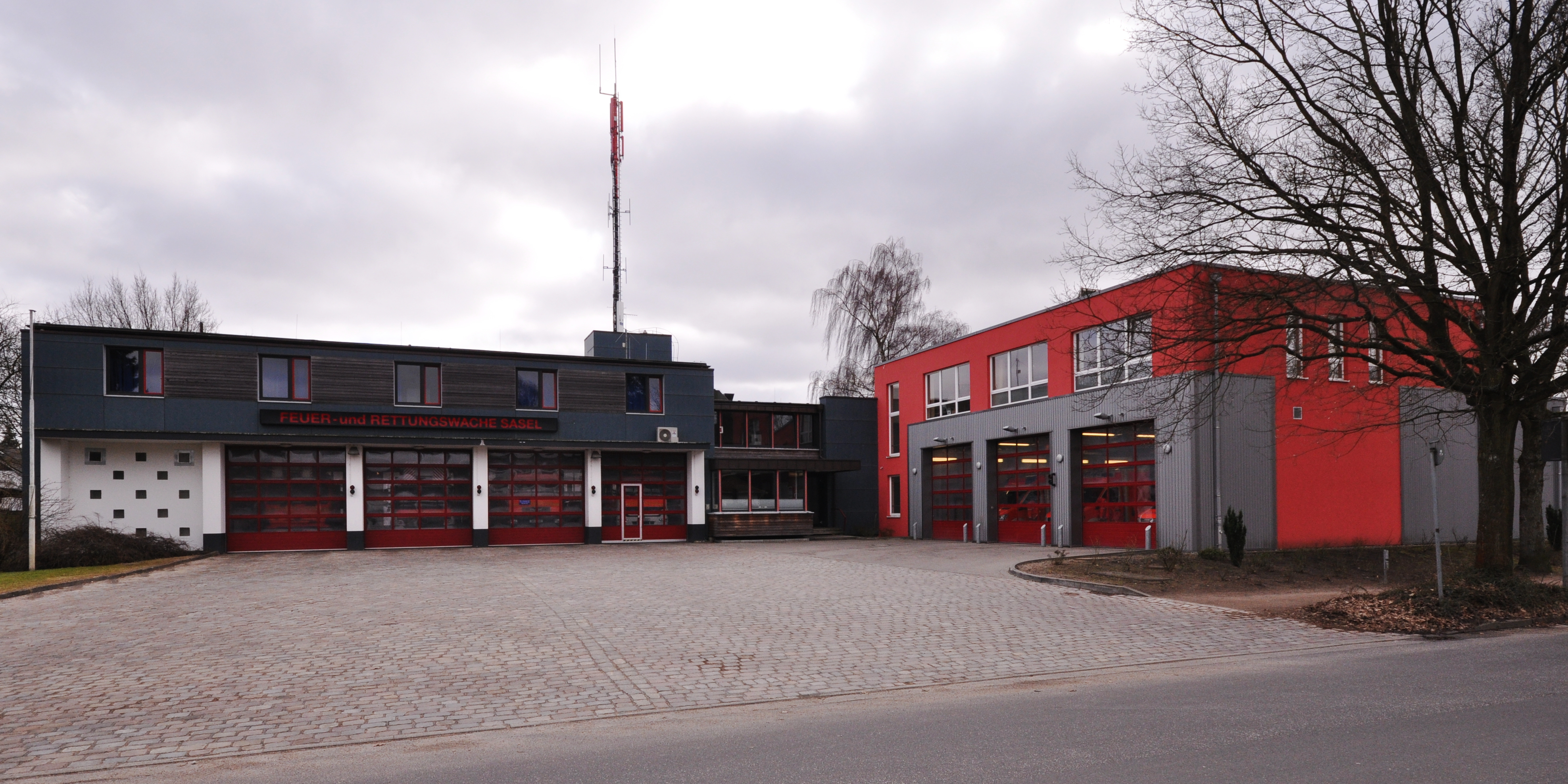
Garage der Berufsfeuerwehr

Die Wache der Freiwilligen Feuerwehr am Saseler Parkweg

Die Berufsfeuerwehr Hamburg hat auch in Sasel eine eigene Wache. Die Feuer- und Rettungswache 24 ist die größte Feuerwache im Nord-Osten der Stadt und wird auch für die umliegenden Stadtteile, wie Bergstedt und Volksdorf tätig. Derzeit sind ein Einsatzleitwagen, eine Drehleiter, ein Hamburger Löschfahrzeug und ein Gerätewagen, sowie fünf Rettungswagen und ein Notarzteinsatzfahrzeug bei der Wache stationiert. Eine weitere Drehleiter, drei Hilfslöschfahrzeuge und ein Tanklöschfahrzeug sind ebenfalls auf der Wache stationiert, befinden sich aber nicht in dauerhafter Rufbereitschaft.
Die Freiwillige Feuerwehr Sasel wurde am 1. April 1883 gegründet und hat ihren Sitz direkt neben dem Sasel-Haus. Die Feuerwehr besteht aus rund 34 Personen, die sich ehrenamtlich für die Gefahrenabwehr des Stadtteils einsetzen und auch diverse Veranstaltungen wie das öffentliche Osterfeuer des Stadtteils veranstalten. Die Freiwillige Feuerwehr Sasel besitzt derzeit zwei Löschfahrzeuge (HLF 20 und LF 20/10 mit Zusatzausrüstung Katastrophenschutz), sowie ein Mannschaftstransportfahrzeug.

## Vereine
- TSV Sasel
- Saseler Schützen-Verein von 1964 e. V.
- Verein Unser-Sasel e. V.
- Verein Sasel-Haus
- Verein Saseler Heimatfest e. V.
- Schachfreunde Sasel von 1947 e. V.
- Förderverein Alsterfrösche e. V.
- die üblichen Ortsgruppen der Parteien

## Kultur und Sehenswürdigkeiten

### Bauwerke
Ortskern ist der Saseler Markt mit der Vicelinkirche. Hier findet Donnerstag und Samstag vormittags der Wochenmarkt statt.
Im noch heute erhaltenen Gebäude des früheren Saseler Rathauses war in den 1980er Jahren die Bücherhalle des Stadtteils; seit Anfang der 1990er Jahre wurde das Gebäude renoviert und beherbergt nun ein Restaurant im amerikanischen Stil.
Der Stadtteil ist geprägt durch ruhige, grüne Wohnstraßen mit vorwiegender Einzel- und Doppelhausbebauung. Da zahlreiche der Einzelhäuser schon in den 1950er Jahren auf großen Grundstücken entstanden, profitierten sowohl der Stadtteil als auch junge Familien gegenwärtig vom Konzept der wachsenden Stadt, indem einige der alten Häuser in verdichteter Bebauung durch moderne, energiesparende Doppelhäuser ersetzt würden. Die Zerkleinerung stößt allerdings auch auf Kritik, da das durch den norddeutschen Heimatstil geprägte Saseler Ortsbild durch die verdichtete Bebauung mit Fertigteilhäusern auf minimalen Grundstücken stark bedroht sei.

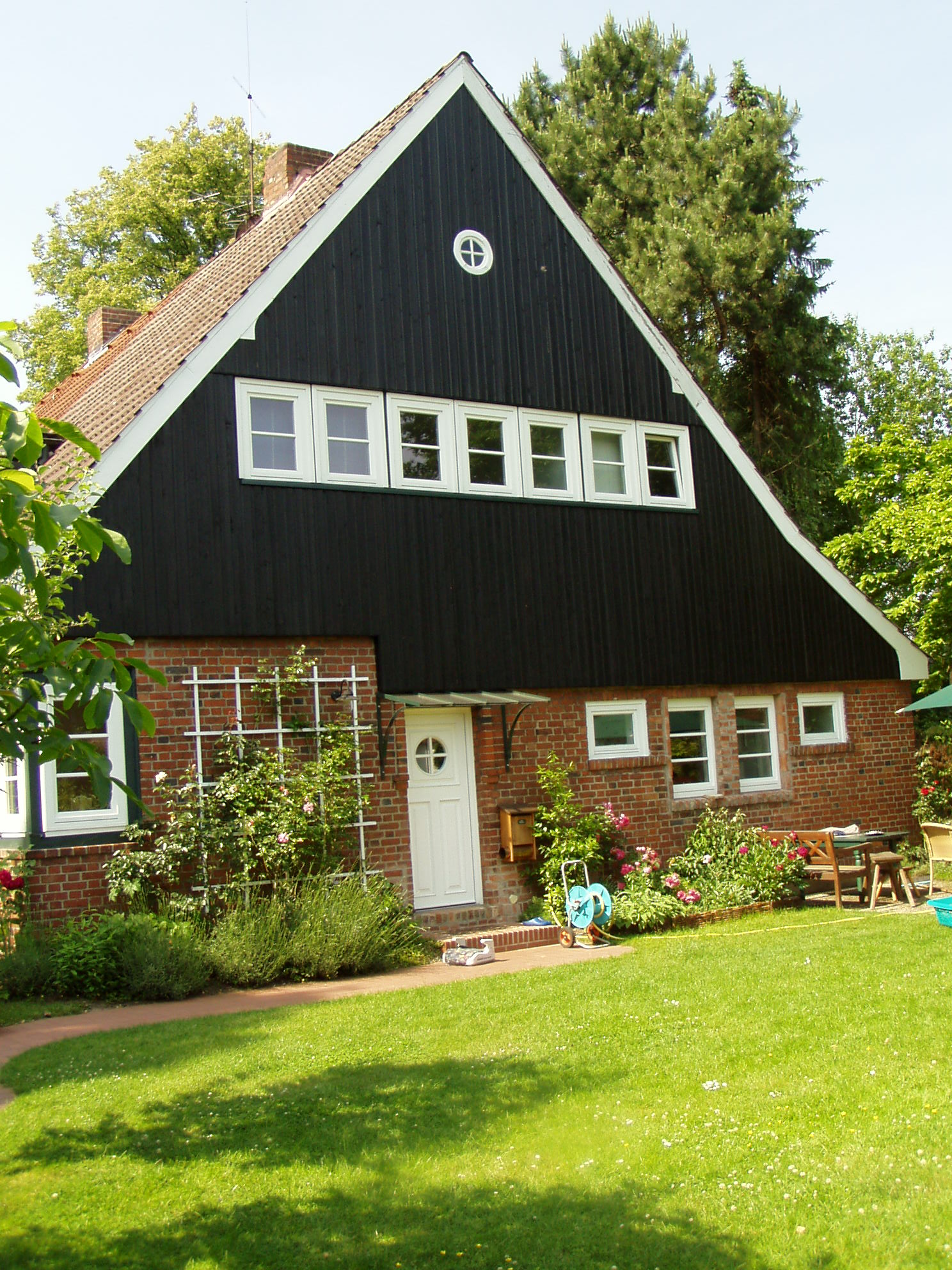
Siedlungshaus Op de Elg 29 von Fritz Höger

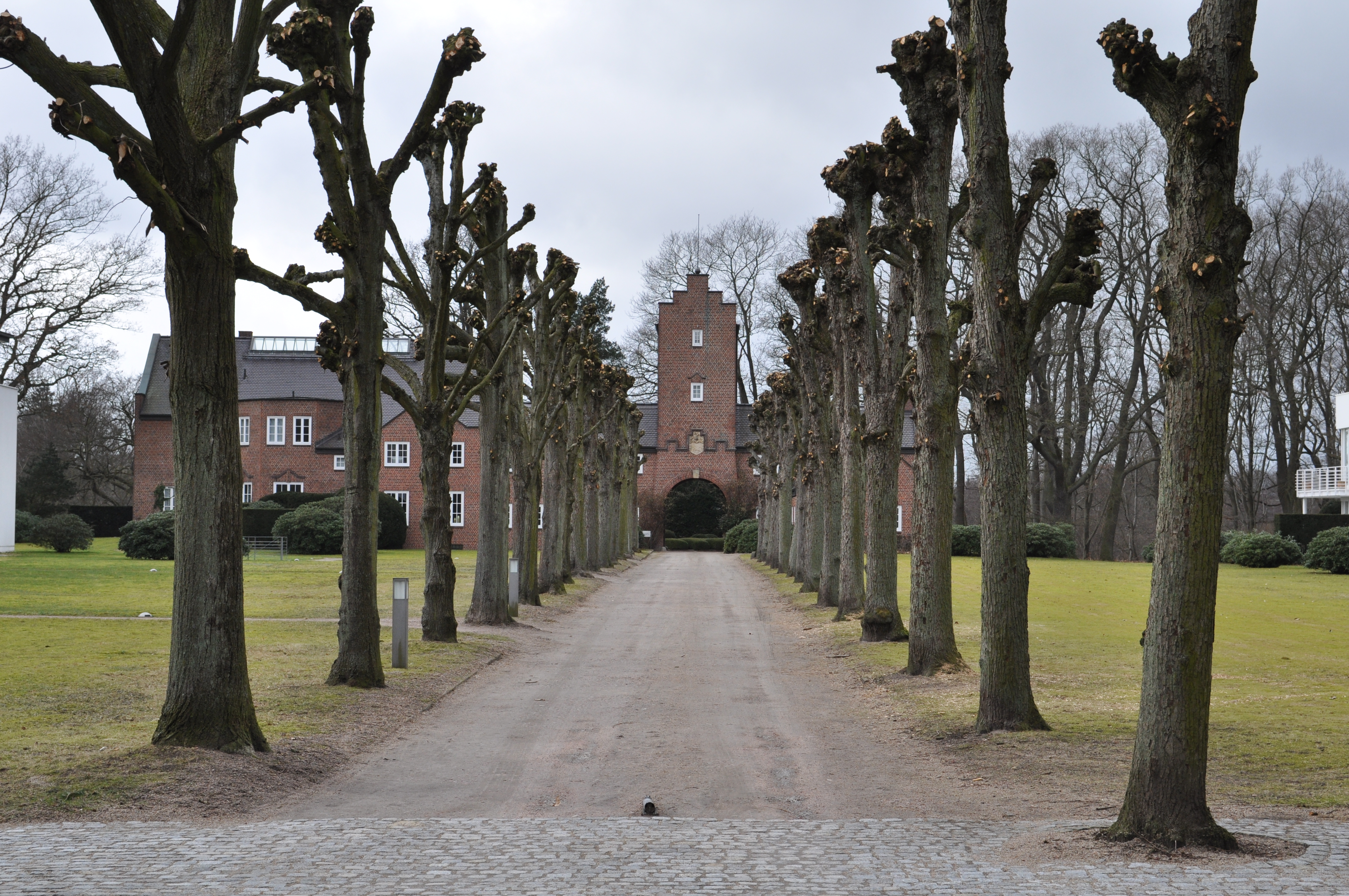
Herrenhausanlage „Annenhof“, Saselbergweg 29

Ein herausragendes Merkmal des Stadtteils ist der Ring 3, eine wichtige Verbindungsstraße, welche das nördliche Stadtgebiet Hamburgs durchschneidet. Der Ausbau des Ringes ist nicht mehr geplant.
Baudenkmale sind:
- Vicelinkirche, Saseler Markt 8 (erbaut 1961–62)
- Randbebauung des Marktes (Ziegelbauten im 'Schumacher- oder Höger-Stil'), u. a. das Postgebäude (Saseler Markt 22), mit dem (stark verbauten) zentralen Rathaus, 1920er/1930er Jahre
- Siedlungshäuser, Op de Elg 21 (Einfamilienhaus), 23 & 25, 27 & 29 (jew. Doppelhäuser) die in den Jahren 1921–22 von dem  Architekten Fritz Höger entworfen und gebaut.
- Landhaus, Saselbergweg 15 (gebaut 1913)
- Landhaus, Saselbergweg 29 (gebaut 1922)
- Wohnwirtschaftsgebäude, Mellingburgredder 1
- Schleuse, Mellingburgredder 1
- Wohnhaus, Mellingburgredder 8 (gebaut 1968)
- Wohnhaus, Mellingburgredder 11 (gebaut 1907–08 von Timmerman, Ad.)
- Reetdachhaus, Mellingburgredder 19 (gebaut 1866). Das ehemalige Schleusenwärterhaus mit Blick über die Alster ist eines der ersten Privathäuser im Alstertal. Bei Umbau- und Anbaumaßnahmen wurde die originale Bausubstanz weitestgehend erhalten.

### Parks
Nahe dem Saseler Markt befindet sich das Sasel-Haus, das in der Scheune des ehemaligen Gutes (und späteren Schule) eingerichtet wurde. Der ehemalige Gutspark, welcher heute als Saseler Park bekannt ist, erstreckt sich bis zur zurückgestuften Bundesstraße 434, der Saseler Chaussee. Der Saseler Park erstreckt sich über eine Fläche von 2,13 Hektar und verfügt über einen Spielplatz für Kinder. 
Im Süden des Stadtteils befindet sich das Hühnermoor, welches Anfang des 21. Jahrhunderts zu einem Park mit Spielplatz umgebaut wurde.

### Naturdenkmäler
Im Norden Sasels beginnt das Naturschutzgebiet Hainesch/Iland mit dem Bach Saselbek, welcher an der Alten Mühle aufgestaut wird. Es zieht sich nach Osten hin – unterbrochen von malerischen Pferdekoppeln – in den noch ländlicheren Hamburger Stadtteil Bergstedt.
Im Westen Sasels an der Grenze zu Poppenbüttel findet sich ein guter Zugang zum Alsterwanderweg.
Im Zentrum Sasels steht die Schubert-Linde, die im November 1928 zum Gedenken an Franz Schubert gepflanzt wurde. Heute ziert seit 2006 ein von Thomas Darboven geschaffener Gedenkstein und eine Bank den Gedenkplatz und jedes Jahr im Oktober feiern die Saseler unter der Linde ein Fest mit viel Gesang.

### Musik
Seit dem 12. September 2010 steht auf dem Saseler Marktplatz ein Elbkinderland-Ortsschild, das die Bezirksamtsleiterin Cornelia Schroeder-Piller und der Schirmherr Rolf Zuckowski enthüllten. Der Verein Elbkinderland zeichnet Städte und Gemeinden als besonders Elbkinder-freundlich aus, die sich für die musikalische Förderung von Kindern einsetzen.